# Luigi Corradi (ingegnere 1926)
Luigi Corradi (Verona, 5 giugno 1926) è un ingegnere italiano.

## Biografia
È conosciuto soprattutto per aver progettato numerosi stadi in carpenteria metallica in Italia e all'estero, tra cui il Renato Curi di Perugia, il Centro d'Italia di Rieti e il Riviera delle Palme di San Benedetto del Tronto, nonché la copertura del San Paolo di Napoli.
Gli stadi in carpenteria metallica, tipici del mondo anglosassone, erano, fino agli anni 70 del Novecento, praticamente assenti nel panorama calcistico italiano. L'ingegner Corradi, con la sua esperienza di strutturista metallico maturata inizialmente presso l'ufficio tecnico della Società Terni, fu tra i primi in Italia, con l'impianto perugino costruito in pochi mesi nel 1975, a progettare stadi in acciaio per il solo uso calcistico, senza la pista di atletica leggera che allora si era soliti realizzare tra il manto erboso e gli spalti.

## Opere
- Ritorno in Uganda, Terni, Morphema Ed., 2017.
- New heavy forging works for Stampaggio Industriale Ternano at Terni, Italy, vol. 42-44, Steel Journal, 1977,  pp. 65-69.
- Le tensioni indotte nei grandi serbatoi orizzontali appoggiati su selle, vol. 4, Il Calore Journal (ed. Istituto Prop. Inter.), 1961,  pp. 154-160.
- Welded steel ladles, Acier Stahl Steel Journal, 1962.
- Il traffico sull'antica Via Flaminia: viabilità e mezzi di trasporto romani, et al., Terni, Thyrus, 2003.
- Stadio di calcio con struttura in acciaio a Pian di Massiano, Perugia, n. 2, Rivista scientifica Acciaio, 1976,  pp. 62-65.